# Masters of Moral, Servants of Sin
Masters of Moral, Servants of Sin è il quarto album in studio del gruppo musicale death metal Pungent Stench, pubblicato nel 2001 dalla Nuclear Blast.

## Tracce
1. "Loot, Shoot, Electrocute" – 2:16
2. "School's out Forever" – 5:29
3. "Diary of a Nurse" – 4:14
4. "The Convent of Sin" – 5:25
5. "Rex Paedophilus" – 3:54
6. "Retaliation" – 4:36
7. "Suffer the Little Children to Come unto Me" – 5:32
8. "Viva il Vaticano" – 5:24
9. "Mortuary Love Affair" – 5:24
10. "The Testament of Stench" – 5:05

## Formazione
- Don Cochino - voce, chitarra
- Reverend Mausna - basso
- Rector Stench - batteria